# Lestelle-de-Saint-Martory
Pour les articles homonymes, voir Lestelle.
Lestelle-de-Saint-Martory est une commune française située dans l'ouest du département de la Haute-Garonne, en région Occitanie.
Sur le plan historique et culturel, la commune est dans le pays de Comminges, correspondant à l’ancien comté de Comminges, circonscription de la province de Gascogne située sur les départements actuels du Gers, de la Haute-Garonne, des Hautes-Pyrénées et de l'Ariège. Exposée à un climat océanique altéré, elle est drainée par la Garonne, le Jô et par divers autres petits cours d'eau. La commune possède un patrimoine naturel remarquable : un site Natura 2000 (« Garonne, Ariège, Hers, Salat, Pique et Neste »), un espace protégé (« la Garonne, l'Ariège, l'Hers Vif et le Salat ») et trois zones naturelles d'intérêt écologique, faunistique et floristique.
Lestelle-de-Saint-Martory est une commune rurale qui compte 434 habitants en 2022, après avoir connu une forte hausse de la population depuis 1975. Elle fait partie de l'aire d'attraction de Saint-Gaudens. Ses habitants sont appelés les Lestellois ou  Lestelloises.

## Géographie

### Localisation
La commune de Lestelle-de-Saint-Martory se trouve dans le département de la Haute-Garonne, en région Occitanie.
Elle se situe à 69 km à vol d'oiseau de Toulouse, préfecture du département, à 15 km de Saint-Gaudens, sous-préfecture, et à 45 km de Bagnères-de-Luchon, bureau centralisateur du canton de Bagnères-de-Luchon dont dépend la commune depuis 2015 pour les élections départementales.
La commune fait en outre partie du bassin de vie de Salies-du-Salat.
Les communes les plus proches sont : 
Montsaunès (2,3 km), Arnaud-Guilhem (2,7 km), Saint-Martory (2,9 km), Beauchalot (3,7 km), Figarol (4,1 km), Salies-du-Salat (4,3 km), Castillon-de-Saint-Martory (4,5 km), Laffite-Toupière (4,9 km).
Sur le plan historique et culturel, Lestelle-de-Saint-Martory fait partie du pays de Comminges, correspondant à l’ancien comté de Comminges, circonscription de la province de Gascogne située sur les départements actuels du Gers, de la Haute-Garonne, des Hautes-Pyrénées et de l'Ariège.
Lestelle-de-Saint-Martory est limitrophe de cinq autres communes donc un quadripoint.
Les communes limitrophes sont Beauchalot, Castillon-de-Saint-Martory, Figarol, Montsaunès et Saint-Martory.
|            | Castillon-de-Saint-Martory | Saint-Martory (par un quadripoint) |
| Beauchalot | Lestelle-de-Saint-Martory  | Montsaunès                         |
|            | Figarol                    |                                    |

### Géologie et relief
La superficie de la commune est de 940 hectares ; son altitude varie de 284  à   410 mètres.

### Hydrographie

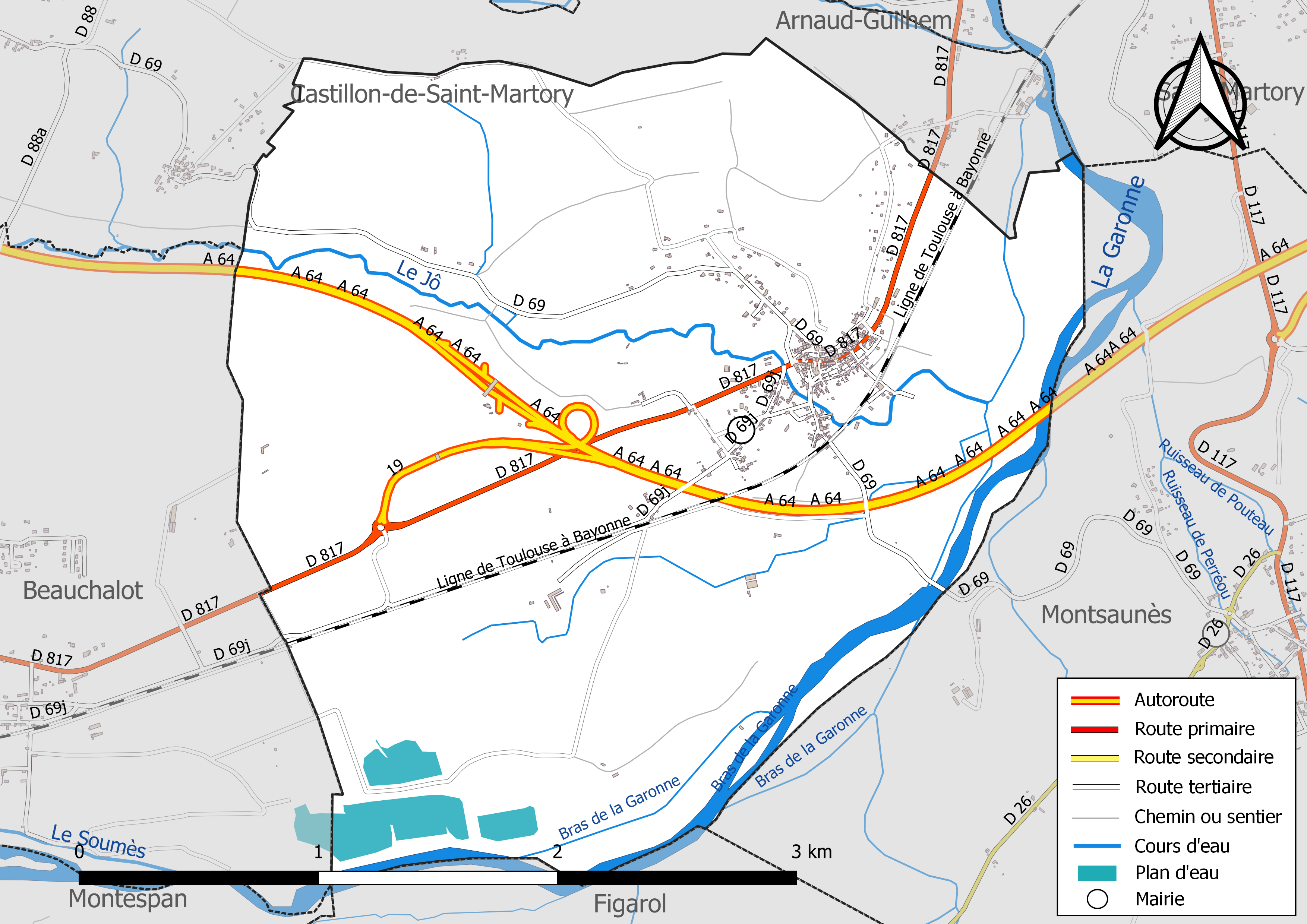
Réseaux hydrographique et routier de Lestelle-de-Saint-Martory.

La commune est dans le bassin de la Garonne, au sein du bassin hydrographique Adour-Garonne. Elle est drainée par la Garonne, le Jô, un bras de la Garonne, un bras de la Garonne, un bras de la Garonne et par divers petits cours d'eau, constituant un réseau hydrographique de 15 km de longueur totale,.
La Garonne est un fleuve principalement français prenant sa source en Espagne et qui coule sur 529 km avant de se jeter dans l’océan Atlantique.
Le Jô, d'une longueur totale de 17,3 km, prend sa source dans la commune de Saint-Gaudens et s'écoule d'ouest en est. Il se jette dans la Garonne sur le territoire communal, après avoir traversé 7 communes.

### Climat
Pour des articles plus généraux, voir Climat de l'Occitanie et Climat de la Haute-Garonne.
En 2010, le climat de la commune est de type climat océanique altéré, selon une étude s'appuyant sur une série de données couvrant la période 1971-2000. En 2020, Météo-France publie une typologie des climats de la France métropolitaine dans laquelle la commune est exposée à un climat de montagne ou de marges de montagne et est dans la région climatique Pyrénées centrales, caractérisée par une pluviométrie annuelle de 1 000 à 1 200 mm.
Pour la période 1971-2000, la température annuelle moyenne est de 12,5 °C, avec une amplitude thermique annuelle de 14,8 °C. Le cumul annuel moyen de précipitations est de 947 mm, avec 9,2 jours de précipitations en janvier et 6,7 jours en juillet. Pour la période 1991-2020, la température moyenne annuelle observée sur la station météorologique la plus proche, située sur la commune de Palaminy à 16 km à vol d'oiseau, est de 13,2 °C et le cumul annuel moyen de précipitations est de 715,2 mm,. Pour l'avenir, les paramètres climatiques de la commune estimés pour 2050 selon différents scénarios d'émission de gaz à effet de serre sont consultables sur un site dédié publié par Météo-France en novembre 2022.

### Milieux naturels et biodiversité

#### Espaces protégés
La protection réglementaire est le mode d’intervention le plus fort pour préserver des espaces naturels remarquables et leur biodiversité associée,.
Un  espace protégé est présent sur la commune : 
« la Garonne, l'Ariège, l'Hers Vif et le Salat », objet d'un arrêté de protection de biotope, d'une superficie de 1 658,7 ha.

#### Réseau Natura 2000

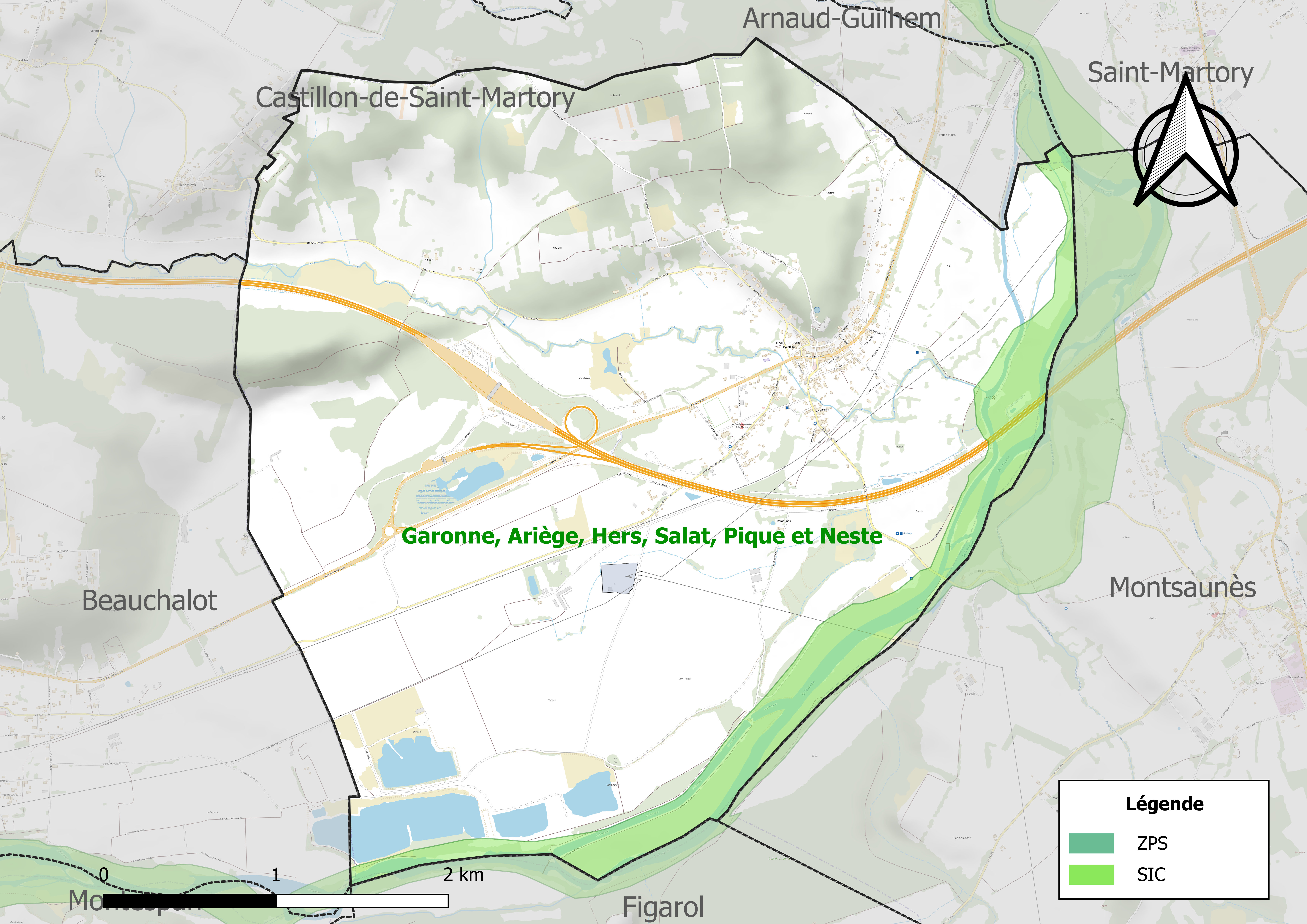
Site Natura 2000 sur le territoire communal.

Le réseau Natura 2000 est un réseau écologique européen de sites naturels d'intérêt écologique élaboré à partir des directives habitats et oiseaux, constitué de zones spéciales de conservation (ZSC) et de zones de protection spéciale (ZPS).
Un site Natura 2000 a été défini sur la commune au titre de la directive habitats : « Garonne, Ariège, Hers, Salat, Pique et Neste », d'une superficie de 9 581 ha, un réseau hydrographique pour les poissons migrateurs (zones de frayères actives et potentielles importantes pour le Saumon en particulier qui fait l'objet d'alevinages réguliers et dont des adultes atteignent déjà Foix sur l'Ariège.

#### Zones naturelles d'intérêt écologique, faunistique et floristique

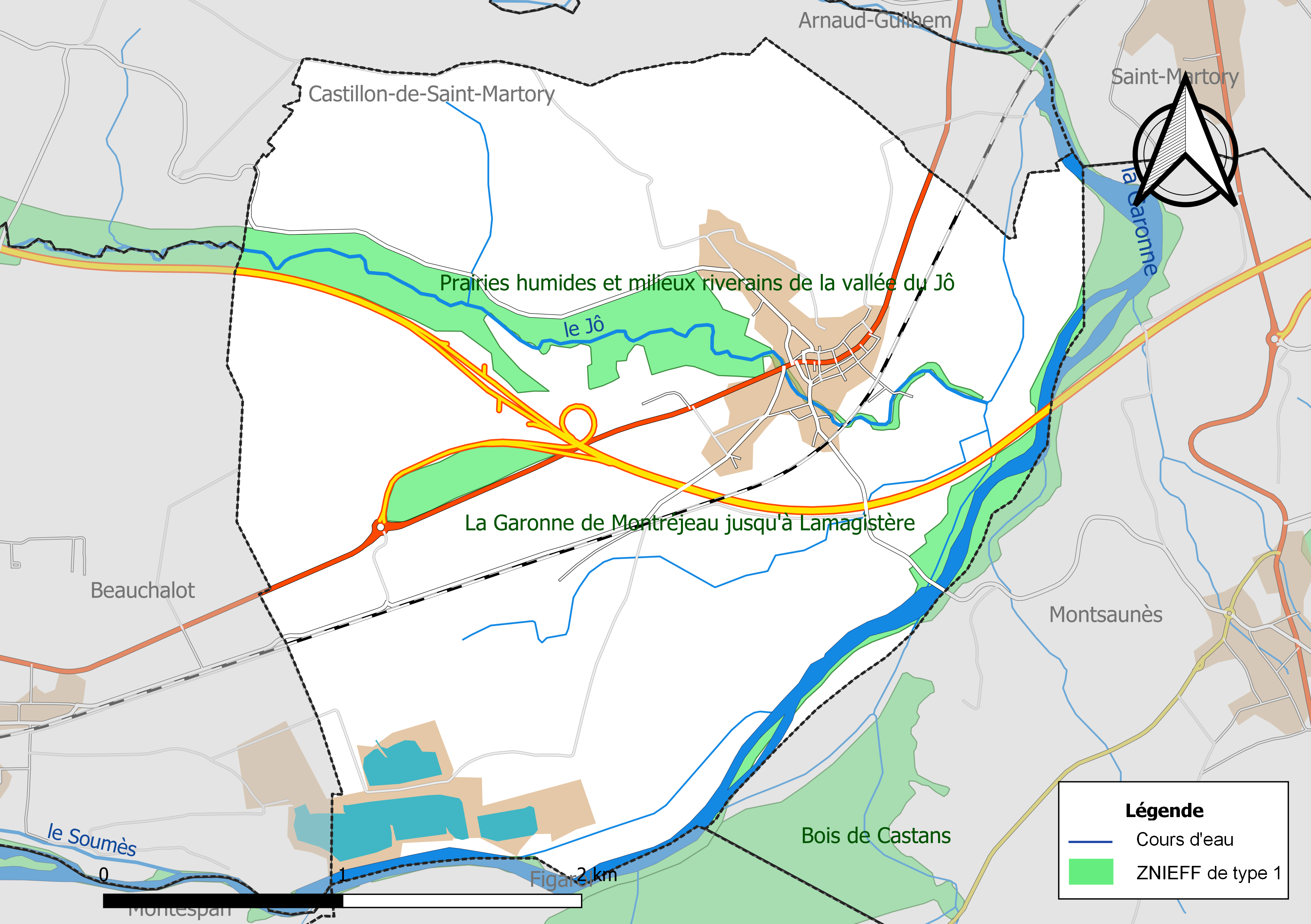
Carte des ZNIEFF de type 1 localisées sur la commune.

L’inventaire des zones naturelles d'intérêt écologique, faunistique et floristique (ZNIEFF) a pour objectif de réaliser une couverture des zones les plus intéressantes sur le plan écologique, essentiellement dans la perspective d’améliorer la connaissance du patrimoine naturel national et de fournir aux différents décideurs un outil d’aide à la prise en compte de l’environnement dans l’aménagement du territoire.
Deux ZNIEFF de type 1 sont recensées sur la commune :
« la Garonne de Montréjeau jusqu'à Lamagistère » (5 075 ha), couvrant 92 communes dont 63 dans la Haute-Garonne, trois en Lot-et-Garonne et 26 en Tarn-et-Garonne et 
les « prairies humides et milieux riverains de la vallée du Jô » (468 ha), couvrant 7 communes du département
et une ZNIEFF de type 2, : 
« la Garonne et milieux riverains, en aval de Montréjeau » (6 874 ha), couvrant 93 communes dont 64 dans la Haute-Garonne, trois en Lot-et-Garonne et 26 en Tarn-et-Garonne.

## Urbanisme

### Typologie
Au 1er janvier 2024, Lestelle-de-Saint-Martory est catégorisée commune rurale à habitat dispersé, selon la nouvelle grille communale de densité à sept niveaux définie par l'Insee en 2022.
Elle est située hors unité urbaine. Par ailleurs la commune fait partie de l'aire d'attraction de Saint-Gaudens, dont elle est une commune de la couronne,. Cette aire, qui regroupe 85 communes, est catégorisée dans les aires de moins de 50 000 habitants,.

### Occupation des sols
L'occupation des sols de la commune, telle qu'elle ressort de la base de données européenne d’occupation biophysique des sols Corine Land Cover (CLC), est marquée par l'importance des territoires agricoles (67,3 % en 2018), en diminution par rapport à 1990 (77,2 %). La répartition détaillée en 2018 est la suivante : 
prairies (31,7 %), zones agricoles hétérogènes (23,7 %), forêts (17,9 %), terres arables (11,9 %), zones industrielles ou commerciales et réseaux de communication (6,4 %), zones urbanisées (4,2 %), eaux continentales (4,2 %). L'évolution de l’occupation des sols de la commune et de ses infrastructures peut être observée sur les différentes représentations cartographiques du territoire : la carte de Cassini (XVIIIe siècle), la carte d'état-major (1820-1866) et les cartes ou photos aériennes de l'IGN pour la période actuelle (1950 à aujourd'hui).

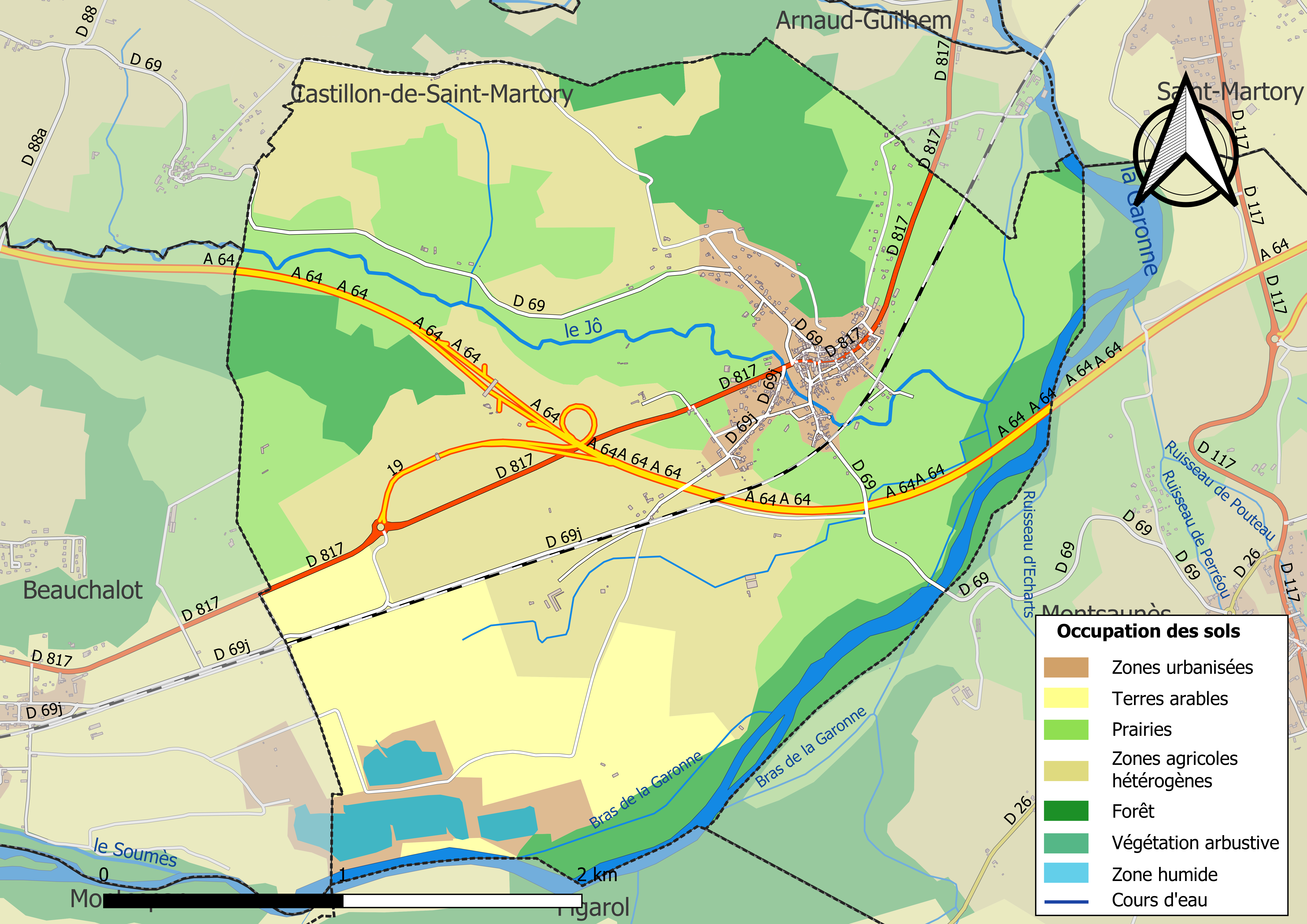
Carte des infrastructures et de l'occupation des sols de la commune en 2018 (CLC).

### Voies de communication et transports
Accès par l'autoroute A64 sortie no 19 la route nationale 117 avec le réseau Arc-en-ciel ainsi qu'avec la SNCF en Gare de Lestelle sur la ligne Toulouse - Bayonne.

### Risques majeurs
Le territoire de la commune de Lestelle-de-Saint-Martory est vulnérable à différents aléas naturels : météorologiques (tempête, orage, neige, grand froid, canicule ou sécheresse), inondations et séisme (sismicité modérée). Il est également exposé à un risque technologique, la rupture d'un barrage. Un site publié par le BRGM permet d'évaluer simplement et rapidement les risques d'un bien localisé soit par son adresse soit par le numéro de sa parcelle.

#### Risques naturels
Certaines parties du territoire communal sont susceptibles d’être affectées par le risque d’inondation par débordement de cours d'eau, notamment le Jô. La commune a été reconnue en état de catastrophe naturelle au titre des dommages causés par les inondations et coulées de boue survenues en 1982, 1999, 2000, 2009 et 2022,.

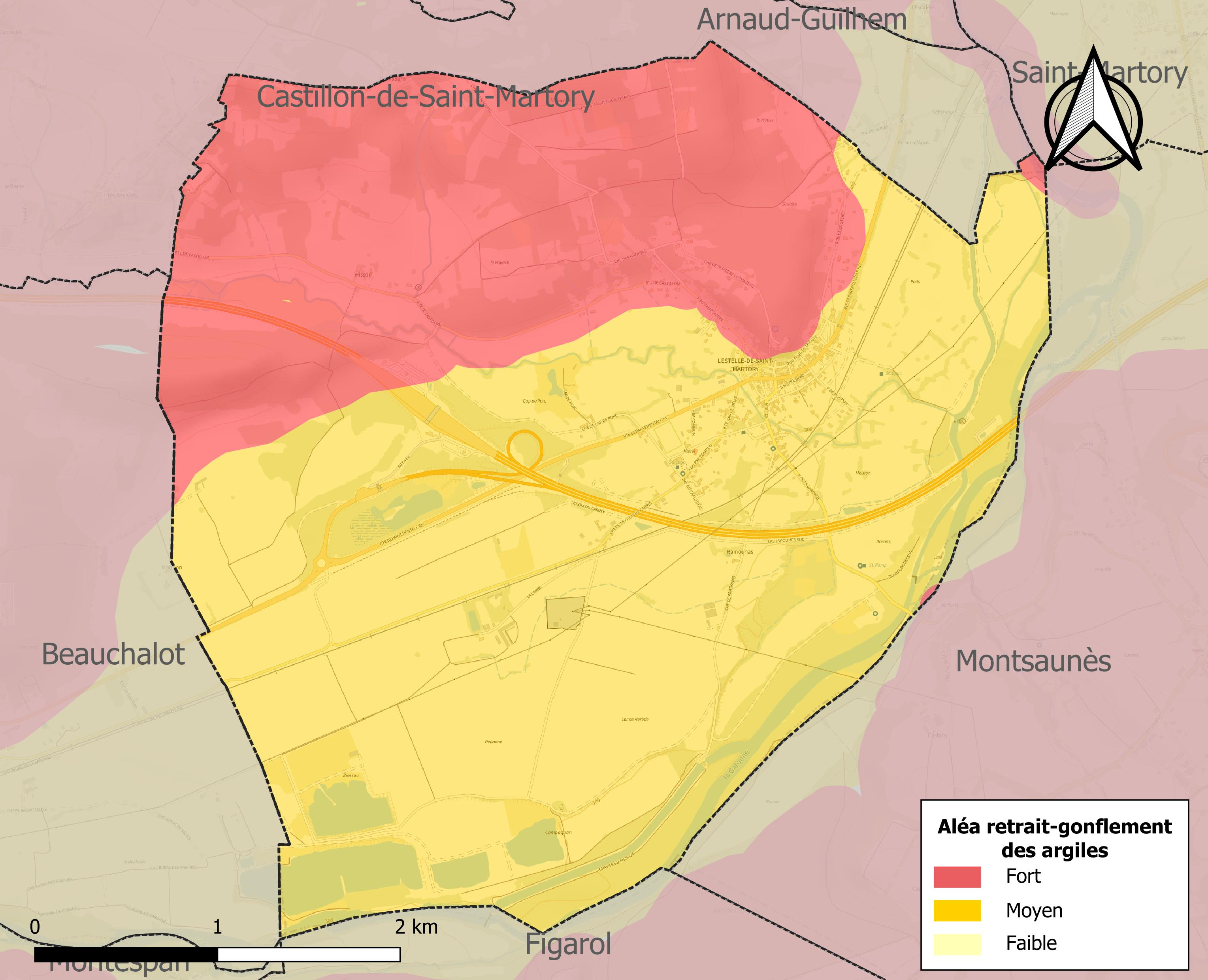
Carte des zones d'aléa retrait-gonflement des sols argileux de Lestelle-de-Saint-Martory.

Le retrait-gonflement des sols argileux est susceptible d'engendrer des dommages importants aux bâtiments en cas d’alternance de périodes de sécheresse et de pluie. La totalité de la commune est en aléa moyen ou fort (88,8 % au niveau départemental et 48,5 % au niveau national). Sur les 221 bâtiments dénombrés sur la commune en 2019, 221 sont en aléa moyen ou fort, soit 100 %, à comparer aux 98 % au niveau départemental et 54 % au niveau national. Une cartographie de l'exposition du territoire national au retrait gonflement des sols argileux est disponible sur le site du BRGM,.
Par ailleurs, afin de mieux appréhender le risque d’affaissement de terrain, l'inventaire national des cavités souterraines permet de localiser celles situées sur la commune.
Concernant les mouvements de terrains, la commune a été reconnue en état de catastrophe naturelle au titre des dommages causés par la sécheresse en 1989, 1996 et 2003 et par des mouvements de terrain en 1999.

#### Risques technologiques
La commune est en outre située en aval des barrages du Portillon, de Cap de Long (Hautes-Pyrénées) et de l'Oule (Hautes-Pyrénées). À ce titre elle est susceptible d’être touchée par l’onde de submersion consécutive à la rupture d'un de ces ouvrages.

## Toponymie
Une méthode rationnelle consistait à donner à la nouvelle cité le nom du quartier ou de l'endroit où elle était bâtie. Le mot de Lestelle, au premier abord, viendrait d'étoile.

## Histoire
Lestelle fut la première bastide fondée par les comtes du Comminges en 1243.

## Politique et administration

### Rattachements administratifs et électoraux
Commune faisant partie de la huitième circonscription de la Haute-Garonne, de la communauté de communes Cagire-Garonne-Salat et du canton de Bagnères-de-Luchon (avant le redécoupage départemental de 2014, Lestelle-de-Saint-Martory faisait partie de l'ex-canton de Saint-Martory) ainsi que de la communauté de communes du canton de Saint-Martory.

### Liste des maires
| Période                                  | Période   | Identité           | Étiquette | Qualité                                         |
| ---------------------------------------- | --------- | ------------------ | --------- | ----------------------------------------------- |
| juin 1995                                | mars 2008 | Jean-Pierre Bonnet | PCF       |                                                 |
| mars 2008                                | 2015      | Jean-Louis Denat   |           | 1er vice-président de la communauté de communes |
| 2015                                     | 2020      | Patrick Ghenasssia | DVG       | Retraité Fonction publique                      |
| 2020                                     | En cours  | Alain Lasserre     |           |                                                 |
| Les données manquantes sont à compléter. |           |                    |           |                                                 |

## Population et société

### Démographie

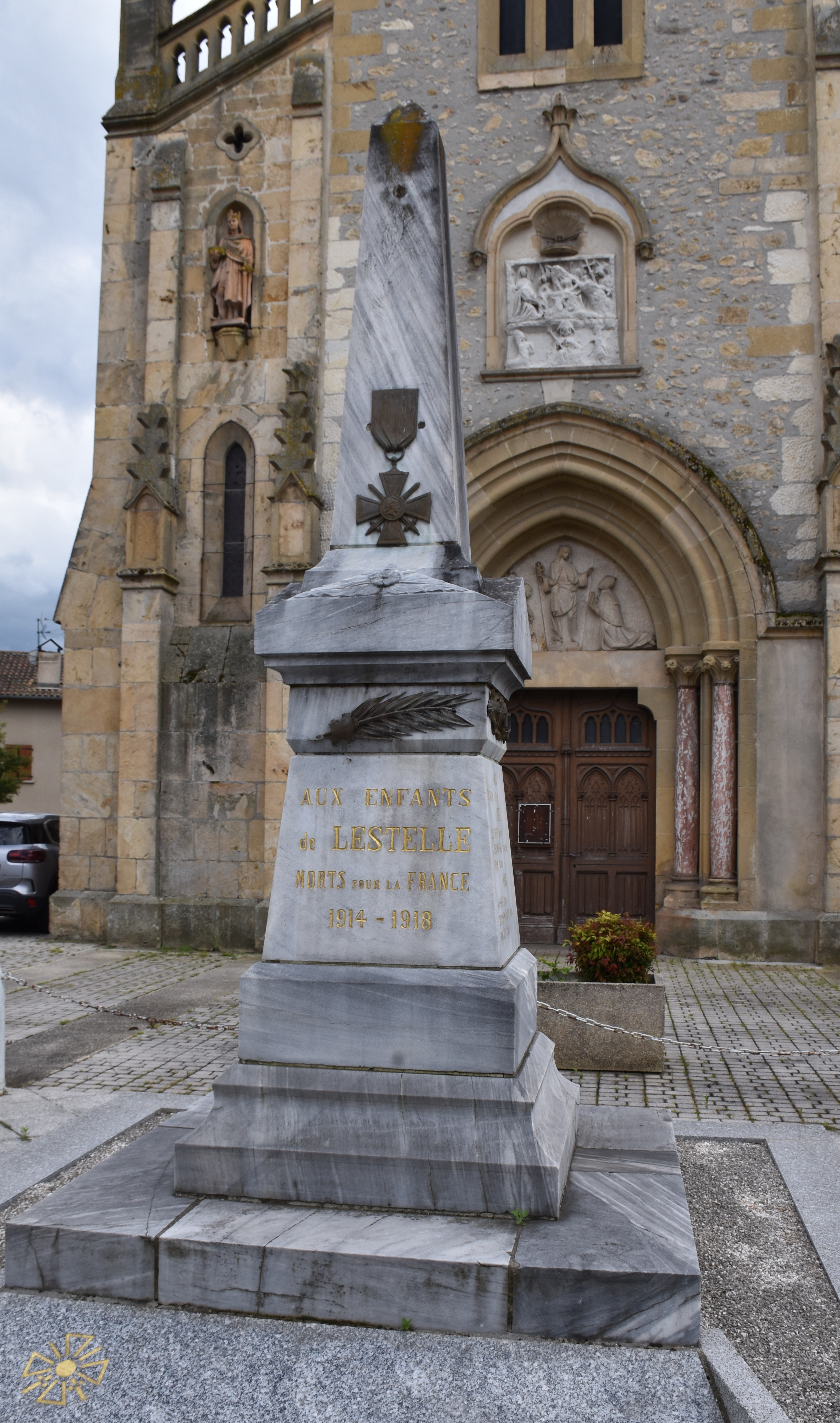
Le monument aux morts.

L'évolution du nombre d'habitants est connue à travers les recensements de la population effectués dans la commune depuis 1793. Pour les communes de moins de 10 000 habitants, une enquête de recensement portant sur toute la population est réalisée tous les cinq ans, les populations de référence des années intermédiaires étant quant à elles estimées par interpolation ou extrapolation. Pour la commune, le premier recensement exhaustif entrant dans le cadre du nouveau dispositif a été réalisé en 2005.

En 2022, la commune comptait 434 habitants, en évolution de −0,69 % par rapport à 2016 (Haute-Garonne : +8,02 %, France hors Mayotte : +2,11 %).
| 1793 | 1800 | 1806 | 1821 | 1831 | 1836 | 1841 | 1846 | 1851 |
| ---- | ---- | ---- | ---- | ---- | ---- | ---- | ---- | ---- |
| 637  | 634  | 716  | 833  | 763  | 773  | 780  | 757  | 768  |

| 1856 | 1861 | 1866 | 1872 | 1876 | 1881 | 1886 | 1891 | 1896 |
| ---- | ---- | ---- | ---- | ---- | ---- | ---- | ---- | ---- |
| 680  | 664  | 665  | 589  | 577  | 572  | 556  | 516  | 500  |

| 1901 | 1906 | 1911 | 1921 | 1926 | 1931 | 1936 | 1946 | 1954 |
| ---- | ---- | ---- | ---- | ---- | ---- | ---- | ---- | ---- |
| 485  | 484  | 530  | 416  | 415  | 410  | 396  | 418  | 425  |

| 1962 | 1968 | 1975 | 1982 | 1990 | 1999 | 2005 | 2006 | 2010 |
| ---- | ---- | ---- | ---- | ---- | ---- | ---- | ---- | ---- |
| 437  | 417  | 394  | 388  | 356  | 378  | 377  | 376  | 445  |

| 2015 | 2020 | 2022 | - | - | - | - | - | - |
| ---- | ---- | ---- | - | - | - | - | - | - |
| 442  | 435  | 434  | - | - | - | - | - | - |

| selon la population municipale des années : | 1968 | 1975 | 1982 | 1990 | 1999 | 2006 | 2009 | 2013 |
| Rang de la commune dans le département      | 164  | 190  | 224  | 247  | 242  | 271  | 257  | 256  |
| Nombre de communes du département           | 592  | 582  | 586  | 588  | 588  | 588  | 589  | 589  |

### Enseignement
Lestelle-de-Saint-Martory fait partie de l'académie de Toulouse.
L'éducation est assurée sur la commune par un groupe scolaire.

### Culture et festivité
Scrabble,

### Activités sportives
Football, gymnastique, chasse, pétanque...

### Écologie et recyclage
La collecte et le traitement des déchets des ménages et des déchets assimilés ainsi que la protection et la mise en valeur de l'environnement se font dans le cadre de la communauté de communes du canton de Saint-Martory,.
Une déchèterie gérée par la communauté de communes est présente sur la commune de Saint-Martory.

## Économie

### Revenus
En 2018  (données Insee publiées en septembre 2021), la commune compte 193 ménages fiscaux, regroupant 416 personnes. La médiane du revenu disponible par unité de consommation est de 18 840 € (23 140 € dans le département).

### Emploi
|                | 2008  | 2013   | 2018  |
| -------------- | ----- | ------ | ----- |
| Commune        | 9,5 % | 13,1 % | 8,2 % |
| Département    | 7,7 % | 9,6 %  | 9,3 % |
| France entière | 8,3 % | 10 %   | 10 %  |

En 2018, la population âgée de 15 à 64 ans s'élève à 259 personnes, parmi lesquelles on compte 73,2 % d'actifs (65 % ayant un emploi et 8,2 % de chômeurs) et 26,8 % d'inactifs,. En  2018, le taux de chômage communal (au sens du recensement) des 15-64 ans est inférieur à celui de la France et du département, alors qu'en 2008 la situation était inverse.
La commune fait partie de la couronne de l'aire d'attraction de Saint-Gaudens, du fait qu'au moins 15 % des actifs travaillent dans le pôle,. Elle compte 62 emplois en 2018, contre 74 en 2013 et 88 en 2008. Le nombre d'actifs ayant un emploi résidant dans la commune est de 170, soit un indicateur de concentration d'emploi de 36,7 % et un taux d'activité parmi les 15 ans ou plus de 51,8 %.
Sur ces 170 actifs de 15 ans ou plus ayant un emploi, 21 travaillent dans la commune, soit 12 % des habitants. Pour se rendre au travail, 91,7 % des habitants utilisent un véhicule personnel ou de fonction à quatre roues, 3,6 % les transports en commun, 1,2 % s'y rendent en deux-roues, à vélo ou à pied et 3,6 % n'ont pas besoin de transport (travail au domicile).

### Activités hors agriculture
21 établissements sont implantés  à Lestelle-de-Saint-Martory au 31 décembre 2019. Le tableau ci-dessous en détaille le nombre par secteur d'activité et compare les ratios avec ceux du département,.
Le secteur des activités spécialisées, scientifiques et techniques et des activités de services administratifs et de soutien est prépondérant sur la commune puisqu'il représente 23,8 % du nombre total d'établissements de la commune (5 sur les 21 entreprises implantées à Lestelle-de-Saint-Martory), contre 19,8 % au niveau départemental.

### Agriculture
|               | 1988 | 2000 | 2010 | 2020 |
| ------------- | ---- | ---- | ---- | ---- |
| Exploitations | 21   | 14   | 5    | 4    |
| SAU (ha)      | 576  | 572  | nd   | 276  |

La commune est dans « La Rivière », une petite région agricole localisée dans le sud du département de la Haute-Garonne, constituant la partie piémont au relief plus doux que les Pyrénées centrales la bordant au sud et où la vallée de la Garonne s’élargit. En 2020, l'orientation technico-économique de l'agriculture sur la commune est l'élevage bovin, orientation mixte lait et viande. Quatre exploitations agricoles ayant leur siège dans la commune sont dénombrées lors du recensement agricole de 2020 (21 en 1988). La superficie agricole utilisée est de 276 ha,,.

## Culture locale et patrimoine

### Lieux et monuments

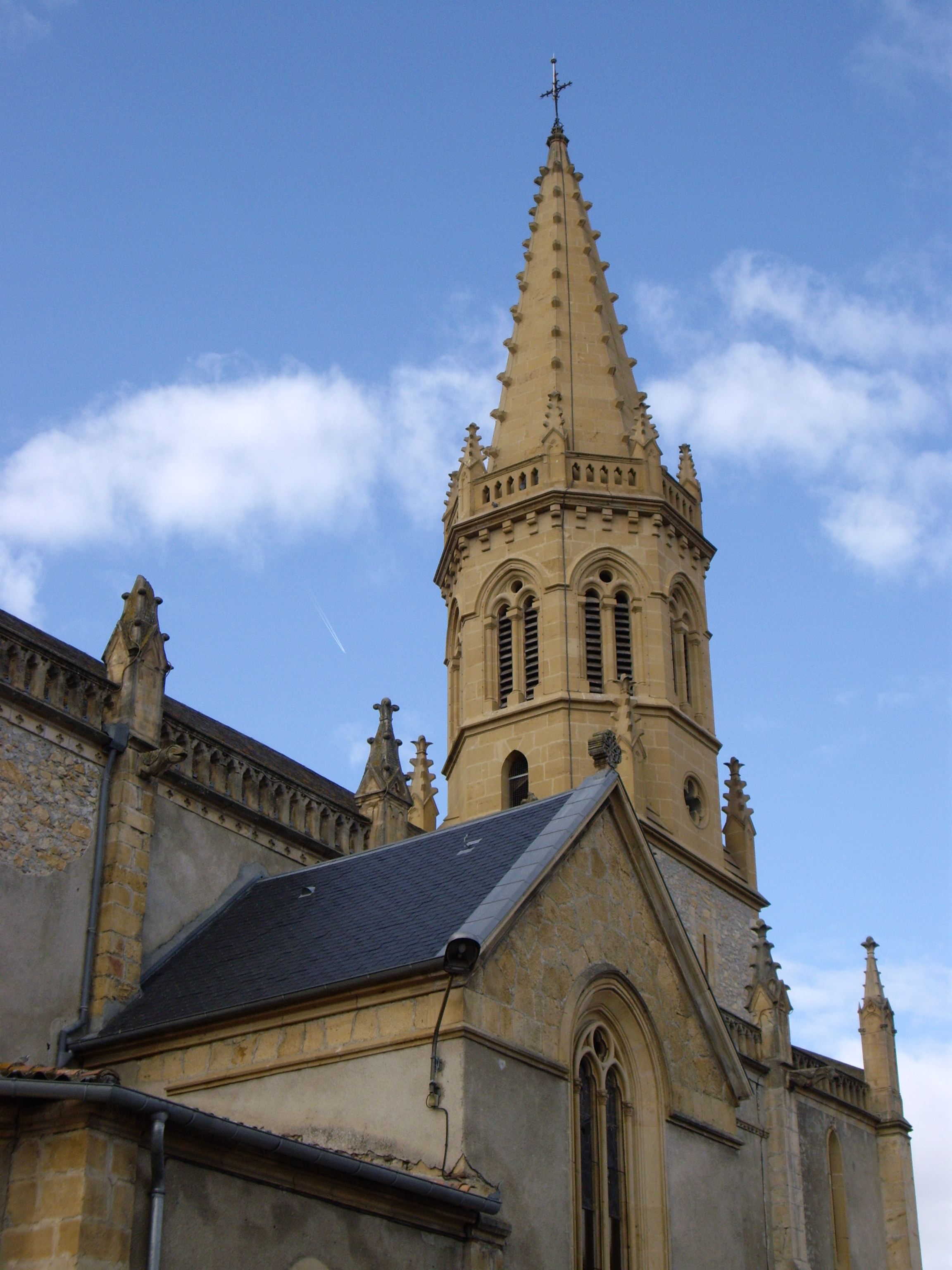
Église de Lestelle-de-Saint-Martory

- Église Saint-Michel.
- Gare de Lestelle.

### Héraldique
| Lestelle-de-Saint-Martory | Son blasonnement est : D'argent à la montagne de sinople sommée d'un arbre symbolique du même, accostée de deux tours de gueules. |